# Дубенецкий, Михаил Фёдорович
Михаил Фёдорович Дубенецкий (бел. Міхаіл Фёдаравіч Дубянецкі; 4 апреля 1927 — 3 сентября 1990) — белорусский публицист, переводчик, издатель.
Работал учителем младших классов в сельской школе, в 1945—1951 гг. служил в Советской Армии. В 1956 г. окончил Республиканскую партийную школу, в 1960 г. — Высшую партийную школу при ЦК КПСС.
Работал редактором, в 1967—1968 гг. главный редактор издательства «Ураджай». С 1968 г. был инструктором сектора печати ЦК Коммунистической партии Белоруссии. С 1975 г. ответственный секретарь Белорусской Советской Энциклопедии. В 1979—1986 гг. возглавлял в Минске издательство «Мастацкая літаратура». Переводил художественную прозу с русского (Валентин Распутин, Даниил Гранин и др.), украинского, польского языков.
В августе 1988 года вместе с Зеноном Позняком, Олегом Белоусовым, Алесем Лукашуком и рядом других стоял у истоков белорусского общественного движения, направленного на выявление сталинских преступлений против народа, — рабочее название организации было «Комитет-58», по 58-й статье Уголовного кодекса РСФСР.
Около 650 изданий из личной библиотеки Дубенецкого были переданы его дочерью в дар Национальной библиотеке Беларуси.